# Nicolas Blanquart
Nicolas Blanquart est un homme politique français né le 20 septembre 1728 à Ardres et décédé le 1er août 1812 à Rodelinghem (Pas-de-Calais).
Avocat à Calais, il est député du tiers état aux États généraux de 1789 pour le bailliage de Calais.

## Sources
- « Nicolas Blanquart », dans Adolphe Robert et Gaston Cougny, Dictionnaire des parlementaires français, Edgar Bourloton, 1889-1891 [détail de l’édition]
- Ressource relative à la vie publique :   - Base Sycomore